# Port lotniczy Norymberga
Port lotniczy Norymberga – międzynarodowy port lotniczy położony 7 km na północ od centrum Norymbergi. Jest drugim co do wielkości portem lotniczym w Bawarii (po Monachium).
W latach 2020–2021 w związku z pandemią COVID-19 ruch na lotnisku znacznie zmalał. W 2021 r. podstawowe dane były następujące:
- liczba pasażerów: 1 063 153
- cargo:            7 943 t
- liczba operacji:  33 094

## Linie lotnicze i kierunki lotów
| Linia lotnicza     | Kierunek |
| ------------------ | --- |
| Aegean Airlines    | Sezonowo: 1. Ateny 2. Saloniki |
| Air Cairo          | 1. Hurghada |
| Air France         | 1. Paryż-Charles de Gaulle |
| Air Serbia         | 1. Belgrad |
| British Airways    | 1. Londyn-Heathrow (do 6 lutego 2024) |
| Condor             | Sezonowo: 1. Palma de Mallorca 2. Rodos (od 2 maja 2024) 3. Teneryfa-Południe |
| Corendon Airlines  | 1. Antalya 2. Gran Canaria 3. Hurghada 4. Teneryfa-Południe Sezonowo: 1. Adana 2. Ankara 3. Korfu 4. Dalaman 5. Fuerteventura 6. Heraklion 7. Izmir 8. Kayseri 9. Kos 10. Lanzarote 11. Marsa Alam 12. Palma de Mallorca 13. Rodos |
| Dan Air            | 1. Bacău (od 13.11.2023 do 7.12.2023) 2. Braszów (do 9 listopada 2023) |
| Eurowings          | 1. Palma de Mallorca Sezonowo: 1. Fuerteventura 2. Gran Canaria 3. Heraklion (od 30 kwietnia 2024) 4. Hurghada 5. Marsa Alam 6. Preweza (od 19 maja 2024) 7. Rodos (od 29 kwietnia 2024) |
| Freebird Airlines  | Sezonowo: 1. Antalya |
| GP Aviation        | Czartery: 1. / Prisztina |
| KLM                | 1. Amsterdam |
| Lufthansa          | 1. Frankfurt |
| Marabu             | Sezonowo: 1. Heraklion |
| Mavi Gök Airlines  | Sezonowo: 1. Antalya |
| Nesma Airlines     | Sezonowe czartery: 1. Hurghada |
| Nouvelair          | Sezonowo: 1. Monastyr (od maja 2024) |
| Pegasus Airlines   | 1. Antalya 2. Stambuł-Sabiha Gökçen Sezonowo: 1. Izmir |
| Ryanair            | 1. Alicante 2. Bolonia 3. Budapeszt 4. Faro 5. Madera 6. Lanzarote 7. Londyn-Stansted 8. Malaga 9. Neapol 10. Palma de Mallorca 11. Sofia 12. Saloniki 13. Walencja 14. Wilno Sezonowo: 1. Bari 2. Cagliari 3. Chania 4. Korfu 5. Dublin 6. Girona 7. Ibiza 8. Lamezia Terme 9. Palermo 10. Ponta Delgada 11. Porto 12. Sewilla 13. Teneryfa-Południe 14. Zadar |
| SmartLynx          | Sezonowe czartery: 1. Enfidha 2. Fuerteventura 3. Gran Canaria 4. Heraklion 5. Hurghada 6. Kos 7. Rodos |
| Smartwings         | Sezonowe czartery: 1. Abu Zabi |
| Southwind Airlines | Sezonowo: 1. Antalya |
| SunExpress         | 1. Antalya 2. Izmir Sezonowo: 1. Dalaman (od 17 maja 2024) |
| Tailwind Airlines  | Sezonowe czartery: 1. Antalya |
| Turkish Airlines   | 1. Stambuł |
| Vueling Airlines   | 1. Barcelona |
| Wizz Air           | 1. Bukareszt 2. Kluż-Napoka 3. Sybin 4. Skopje 5. Tirana |